# Yvrencheux
Yvrencheux – miejscowość i gmina we Francji, w regionie Hauts-de-France, w departamencie Somma.
Według danych na rok 2011 gminę zamieszkiwało 151 osób, a gęstość zaludnienia wynosiła 25 osób/km² (wśród 2293 gmin Pikardii Yvrencheux plasuje się na 832. miejscu pod względem liczby ludności, natomiast pod względem powierzchni na miejscu 773.).